# Olympische Winterspiele 1972/Teilnehmer (Nordkorea)
| Gelbes Symbol für Goldmedaillen mit stilisierten Olympischen Ringen | Graues Symbol für Silbermedaillen mit stilisierten Olympischen Ringen | Braundes Symbol für Bronzemedaillen mit stilisierten Olympischen Ringen |
| ------------------------------------------------------------------- | --------------------------------------------------------------------- | ----------------------------------------------------------------------- |
| —                                                                   | —                                                                     | —                                                                       |

Nordkorea nahm an den Olympischen Winterspielen 1972 im japanischen Sapporo mit einer Delegation von sechs Eisschnellläuferinnen teil.
Seit 1964 war es die zweite Teilnahme Nordkoreas an Olympischen Winterspielen.

## Teilnehmer nach Sportarten

### Eisschnelllauf
Damen:
- Choi Dong-ok
1000 m: 27. Platz – 1:36,67 min
- Han Pil-hwa
1000 m: 12. Platz – 1:33,79 min
1500 m: 13. Platz – 2:25,64 min
3000 m: 9. Platz – 5:07,24 min
- Kim Bok-soon
1500 m: 12. Platz – 2:25,48 min
3000 m: 11. Platz – 5:07,93 min
- Kim Myung-ja
1500 m: 29. Platz – 2:32,55 min
- Kim Ok-soon
3000 m: 13. Platz – 5:09,69 min
- Tak In-suk
500 m: DNF
1000 m: 20. Platz – 1:35,38 min

## Weblink
- Nordkoreanische Olympiamannschaft 1972 in der Datenbank von Sports-Reference (englisch; archiviert vom Original)